# Línea Aérea Misionera

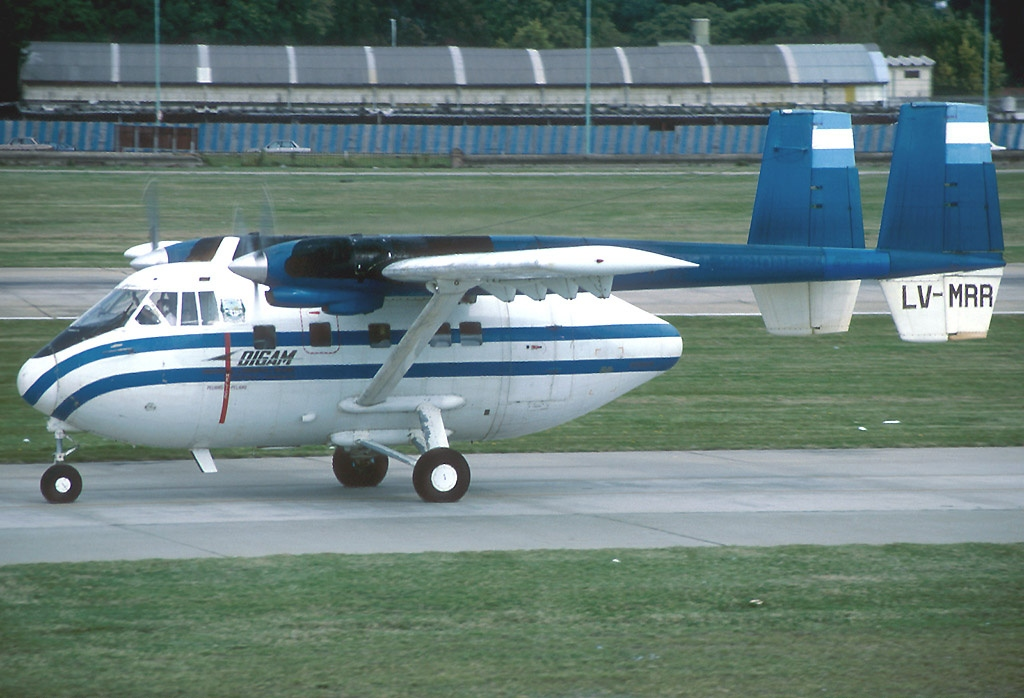
IAI Arava matrícula LV-MRR de Línea Aérea Misionera, preparánsose para un vuelo en Aeroparque Jorge Newbery (AEP / SABE), Argentina.

Línea Aérea Misionera (también conocida como LAM) fue una aerolínea argentina fundada en 1970 en Misiones y en propiedad de la Dirección General de Aeronáutica de Misiones (Di.G.A.M),hasta que fue pasada como propiedad exclusiva del Gobierno de la Provincia en 1979.

## Historia
La Línea Aérea Misionera comenzó sus operaciones en 1970 con un avión Islander matrícula LV-JYV. Volaba los días lunes, miércoles y viernes desde Posadas a El Soberbio, San Pedro, Bernardo de Irigoyen y San Antonio. Su primer director fue Luis Ramón Espeche y los primeros pilotos Francisco Días (Papo) y Jorge Maksenchuk, durante el gobierno provincial de Ángel Vicente Rossi.

La función de los aviones
Ese mismo día después del aterrizaje (cuando trajeron los dos aviones IAI Arava para ser puestos en funciones para la Línea Aérea Misionera), el 24 de enero de 1979, Jorge Resek, secretario general de la Gobernación, informaba que los Arava no integrarían la Líneas Aéreas Misioneras, el pomposo cartel con el que volaron por medio mundo. “Volarán en apoyo sanitario y en operaciones de defensa civil”, dijo Resek a El Territorio .
Los dos aviones matrículas LV-MRR y LV-MRS volaron por varios años dentro del país. El LV-MRS aterrizó por última vez en diciembre de 1992. El otro, el Mike Romeo Romeo, voló hasta 1998, hasta que acumuló 48.000 horas y era necesario revisión y mantenimiento, “muy costoso” para las autoridades provinciales de entonces.
A esta aeronave el gobernador Ramón Puerta le hizo modificaciones en 1996. Cambios que al diputado Edmundo Soria Vieta (UCR) le parecieron suntuosos y pidió un pedido de informes en Diputados. Al "avión VIP", como lo llamó, se le incorporaron sillones reclinables, cocina, aire acondicionado y baño por un total de 127.911 pesos/dólares.
Los dos aviones fueron subastados en noviembre de 2000 bajo la gobernación de Carlos Rovira. Estaban fuera de servicio. Los compró la empresa Owl Aerospace con sede en Miami, con la intención de repararlos y volverlos a vender.
El Arava de los arreglos VIP fue subastado en 287 mil pesos/dólares. El otro que llevaba parado más tiempo fue vendido en 206 mil pesos/dólares.
Eduardo Morán, a cargo de la Dirección Aeronáutica provincial de entonces salió a enfrentar los cuestionamientos. “Las naves se vendieron muy bien. Un avión similar en vuelo cuesta unos 600 mil dólares. Dado el tiempo de inactividad de estos para la puesta en servicio se deberían invertir en los dos 960 mil pesos/dólares”.

Los Arava fueron reparados en Miami y luego vendidos a la Guardia Costera de México, y volaron por muchos años más.
Crónica de Diario El Territorio (11 de abril de 2021)

## Britten Norman Islander LV-JYV
El Britten Norman Islander LV-JYV, el primer avión de la Línea Aérea Misionera, llegó a operar hasta en el Aeropuerto de Don Torcuato y Aeroparque Jorge Newbery. En el fuselaje usaba en el frente las iniciales de la empresa LAM y el nombre bajo el cual fue bautizado el avión como «Comandante Andresito», en honor al militar y caudillo guaraní misionero. Salvo los títulos escritos en el avión, el resto del esquema (incluido el escudo de la cola) era original de fábrica. En la parte trasera, se podía leer “Línea Aérea Misionera” con el escudo de la Provincia de Misiones.

## IAI Arava 102 LV-MRR

Pilotos Comandantes: José Andrés Wells (jefe de la expedición), Héctor Dos Santos, Juan César Maluf, Raúl Cardozo Binotti, y el técnico mecánico Luis Félix Escobar, entre los que posan en esta foto como tripulación de Línea Aérea Misionera (L.A.M.) junto a uno de los dos IAI Arava traídos en vuelo desde Israel.

Fabricado en 1978, ingresó a Misiones con la matrícula pasavante LV-PAP. Perteneció al Gobierno de la Provincia de Misiones y pasó a matrícula LQ-MRR en 1997. En el año 2000 vuelve a utilizar la matricula LV- y en el año 2001 pasó a N30299.

## Flota
La flota de Línea Aérea Misionera contó con: